# 真如体育场
真如体育场是位于中華人民共和國上海市普陀區北石路的一個體育場，占地面積1105平方米，建筑面积1426平方米。體育場建于中華民国21年（1932年）10月。兩年一屆的真如杯足球邀请赛在該體育場舉行。1991年起，上海市陈毅杯职工足球赛、真如镇历届运动会、农行杯足球赛等在此舉辦。2000年起，举办二年一届的鼎兴杯埠际少儿足球邀请赛。同年举办普陀区中小学生9项运动系列赛。2003年5月，普陀區体育局新建重竞技训练中心。重竞技训练中心占地1400平方米，配有4片跆拳道训练场、2片摔跤训练场、1片柔道训练场、6片羽毛球场、6块举重台、健身房、瑜伽馆、跳操房。原足球场翻新成人工草坪7人制足球场。
2023年8月9日。上海市委書記陳吉寧來到真如體育場调研。